# 하마사키정
하마사키정(浜崎町)은 사가현 히가시마쓰우라군에 속해있던 촌이다. 

## 역사
- 1889년 4월 1일 - 정촌제 시행에 의해 히가시마쓰우라군 하마사키촌이 성립하였다.
- 1922년 7월 1일 - 정으로 승격해 하마사키정이 되었다.
- 1954년 11월 1일 - 가라쓰시에 편입해 소멸하였다.

## 교통

### 철도
- 일본국유철도
  - 지쿠히선

## 참고문헌
- 『市町村名変遷辞典』東京堂出版、1990年。